# Неотропічна сова
Неотропічна сова (Pulsatrix) — рід совоподібних птахів родини совових (Strigidae). Представники цього роду мешкають в Мексиці, Центральній і Південній Америці.

## Опис
Неотропічні сови — відносно великі сови, середня довжина тіла яких становить 41-52 см, а вага — 500-1250 г. Їм притаманна кругла форма голови, відсутність пір'яних "вух" і характерний білуватий або охристий візерунок на обличчі, що має форму окулярів. Очі великі, пазурі міцні, горло і передня частина шиї відділені від решти тіла контрастною смугою.

## Види
Виділяють три види:
- Сова вохристочерева (Pulsatrix perspicillata)
- Сова вохристоброва (Pulsatrix koeniswaldiana)
- Сова рудовола (Pulsatrix melanota)

З пізнього плейстоцену Куби відомий також вимерлий вид Pulsatrix arredondoi.

## Етимологія
Наукова назва роду Pulsatrix походить від слова лат. pulsatrix — нападниця.